# Éplucheuse à pommes de terre

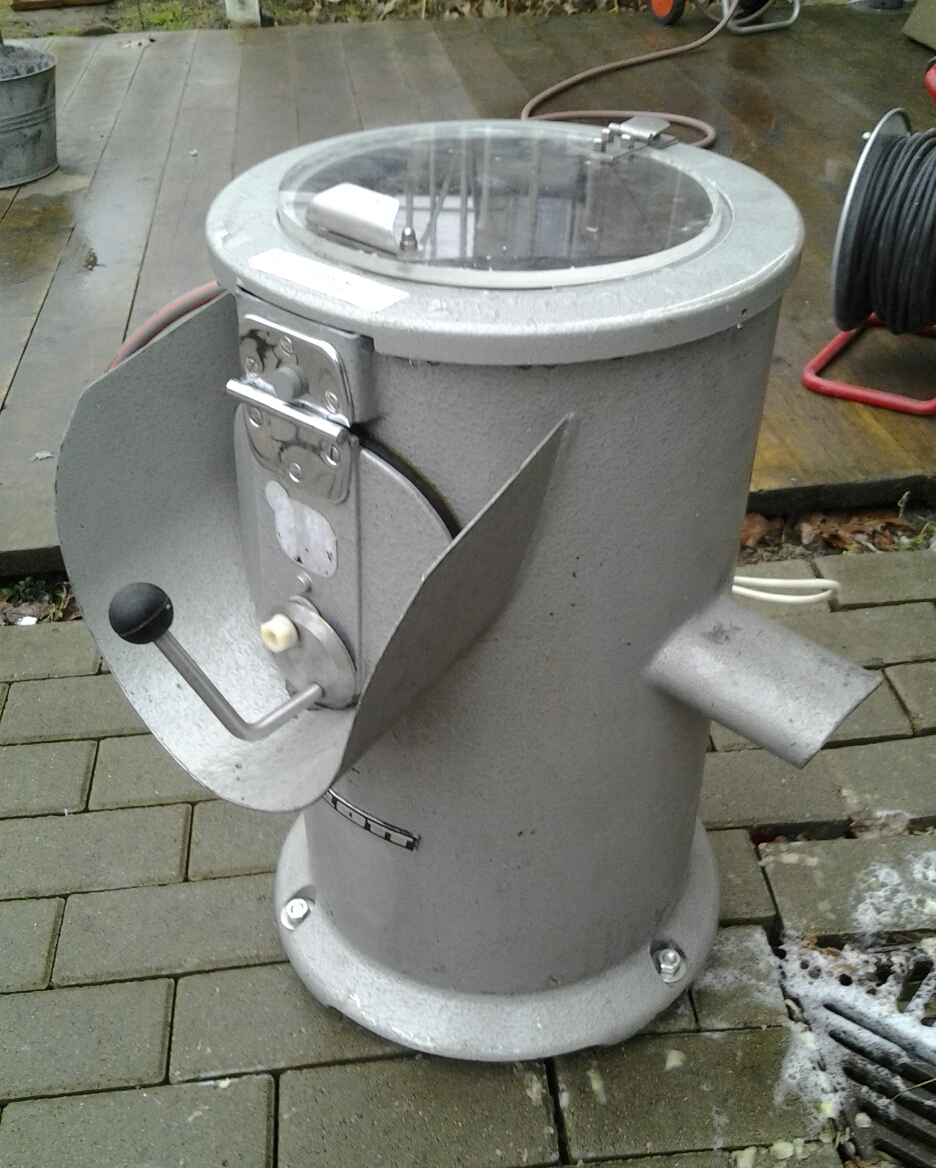
éplucheuse à pomme de terre

Une éplucheuse à pommes de terre est une machine utilisée dans les cuisines professionnelles et dans l'industrie agroalimentaire pour assurer l'élimination, par des procédés mécaniques ou chimiques, de la peau (pelure) des tubercules de pomme de terre, avant que ces derniers subissent l'étape suivante du traitement (découpe, cuisson, surgélation, etc.). L'épluchage manuel des pommes de terre à l'aide d'un couteau, ou d'un couteau-économe, impose un travail fastidieux, si bien que les premières éplucheuses mécaniques sont apparues dans les grands établissements dès la fin du XIXe siècle.

## Procédés techniques
Ceux-ci ont d'abord été conçus sur le principe de l'épluchage manuel avec des lames coupantes.
La plupart du temps, une éplucheuse à lames est constituée d'un grand tambour dans lequel des lames en forme de disques ou d'anneaux découpent la peau des tubercules pour éliminer les épluchures.
À côté de ce procédé d'épluchage à lames, qui entraîne un taux de pertes relativement élevé, il existe trois autres méthodes, qui sont les plus employées dans le secteur industriel et qui font appel soit à l'abrasion, soit à la vapeur, soit à l'emploi de lessive caustique.
L'épluchage par abrasion est également un procédé mécanique, dans lequel les pommes de terre sont mises en rotation dans un tambour dont la base est revêtue d'une surface abrasive (carborundum) qui use la peau des tubercules.
Dans le cas de l'épluchage à la vapeur, la pression élevée et les écarts de température font éclater la peau des pommes de terre qui est ensuite entraînée par l'action de brosses ou de jets d'eau.
La technique d'épluchage chimique consiste à tremper les pommes de terre lavées dans un bain de soude caustique à haute température, combinant les effets chimiques et thermiques. Ce traitement provoque un décollement de la peau qui est entraînée par rinçage avec des jets d'eau.
Ce procédé entraîne aussi une perte de vitamines et la dénaturation des protéines dans les couches superficielles de la pomme de terre.
Les pommes de terre pelées mécaniquement et mises en conserve sont souvent achetées par les restaurants et les cuisines industrielles déjà conditionnées sous cette forme.